# 卡佩-金雀花战争
卡佩-金雀花战争（法语：Première Guerre de Cent Ans；英语：Capetian–Plantagenet rivalry，1159–1259），亦称第一次百年战争（英语：First Hundred Years' War），是中世纪盛期发生在法兰西王国卡佩王朝（House of Capet）与英格兰王国金雀花王朝（House of Plantagenet，又称安茹王朝或安茹家族）之间一系列冲突与领土争端的总称。这一系列冲突的导火索，是安茹家族在法兰西王国内所拥有的广大片封地——在其鼎盛时期，这些领地曾占据法国国土的一半以上。这种权力格局与试图加强中央集权的法王产生了根本矛盾。两大王朝长期的对抗最终使卡佩王朝逐步将这些领地征服并纳入王室直辖范围；而金雀花王朝则不断试图收复包括阿基坦、诺曼底等法国西部地区在内的“合法祖产”，但这些努力最终以失败告终。
“第一次百年战争”得名于后世史学家对1337至1453年百年战争的类比，因其被视为后者之先声：二者涉及相同阵营与王朝，且均非单一战争，这一系列战争是围绕安茹帝国（Angevin Empire）领土争议的一系列王朝冲突在历史学上的分期统称。

## 概述

### 起源
在这场冲突中，英格兰国王在欧洲大陆的领地尽管远超法王直辖领地，但后者在法理上仍是前者的宗主（针对英王在法兰西地区的封邑，英王需以法王封臣身份统治这些领地）。事实上，尽管卡佩王朝的名义宗主权远超出法兰西岛（Île-de-France）这一核心小领地，但其对包括金雀花家族在内的众多封臣的实际控制力却十分薄弱。从腓力一世和路易六世开始的卡佩诸王力图扩张其对王国的实质控制。这些因素加之金雀花家族对英格兰王国的控制进一步强化了其实力，可被视为冲突爆发的根本原因。

### 时间线和阶段划分
尽管学界普遍认为这场冲突的时间范围始于1159年的“四十年战争”爆发，终于1259年《巴黎条约》（Treaty of Paris）签订，但卡佩与金雀花两大家族间仍存在若干先导性与后续性对抗战事——例如1152年卡佩王朝入侵金雀花控制的阿基坦公国（Duchy of Aquitaine），或1294年爆发的加斯科涅战争（Gascon War）。这些冲突的动因与这场冲突的主体阶段如出一辙，但前者规模较小，后者因时间相隔较远而被视为独立冲突。而若将冲突起点追溯至1154年（安茹帝国形成之年）亦具合理性，因其可视为此后英法争端的真正根源，而非仅以图卢兹主权争议这类军事借口为肇始。1337至1453年的百年战争则不被纳入同一冲突范畴，因其开战理由不同，且参战双方已为卡佩与金雀花王朝的支系（分别为瓦卢瓦家族与兰开斯特家族）。
总体而言，这场冲突可分为三个显著阶段：
1. 第一阶段（1159-1204）：安茹帝国对卡佩王朝保持优势，亨利二世至约翰王前期，安茹帝国掌控法兰西半壁江山；
2. 第二阶段（1204-1217）：安茹帝国在卡佩打击下骤然崩溃，终以第一次男爵战争中卡佩王朝的雄狮路易入侵英格兰为高潮；
3. 第三阶段（1217-1259）：卡佩王朝确立欧陆霸权，金雀花家族则通过多种手段试图重建安茹帝国但终告失败。

### 战争形态
这场冲突发生于一个以围城战、突袭与小规模冲突为主体的战争形态时期。此特征主要归因于两大因素：其一，两大王国的封建结构阻碍了职业常备军的形成；其二，广泛分布的城堡提供了防御优势。因此，战争多局限于区域层面，而具有决定性意义的大规模正面会战相对罕见。
然而，这并未削弱战争的残酷性或降低伤亡规模。事实上，此类战争模式将负担扩散至更广泛的社会阶层，波及不同身份的人群。尽管士兵常从远方征召，但多数战斗仍由直接利益相关方——当地贵族与平民——参与。随着金雀花家族在欧洲大陆的领土渐失，其战争能力日益拮据，不得不依赖雇佣兵深入法国腹地发动攻势。此情形与后来的真正的百年战争形成鲜明对比：后者伴随步兵革命的兴起使正面会战更为常见，且火药的普及逐步瓦解了城堡的战略价值。

### 意义
这场冲突的历史意义常被置于1337至1453年的百年战争背景下进行审视。颇具讽刺意味的是，两大家族在这一阶段因冲突期间多项和约促成的联姻，反而使金雀花家族的爱德华三世得以获得对法国王位的宣称权——这正是引爆后世百年战争的直接导火索。1216年法国入侵英格兰的军事行动，亦对英格兰民族主义的兴起产生深远影响：此役强化了英格兰人区别于法兰西对手的集体性认同。14世纪对法国再度入侵的持续恐惧，进一步激发下层阶级的危机意识，推动全民军事备战（尤以英格兰长弓的普及为标志），以此作为捍卫王国的手段。
1259年《巴黎条约》终结金雀花家族对法国西部的领土宣称后，英格兰国王就其残存的阿基坦等欧陆领地，仍须以法王封臣身份效忠，其统治重心亦加速向英格兰本土倾斜，并开始转向对威尔士、苏格兰和爱尔兰等地的征服。与此同时，卡佩王朝得以巩固集权，使法兰西王国一举跃升为中世纪盛期西欧最富庶强盛的政权。